# Quebrangulo
Quebrangulo este un oraș în statul Alagoas (AL) din Brazilia.